# Geraldine Fitzgerald
Geraldine Fitzgerald (født 24. november 1913, død 17. juli 2005) var en irsk/amerikansk teater-, tv- og filmskuespiller, samt lejlighedsvis sanger.
Hun medvirkede i britiske film fra 1935 og kom til Hollywood i 1938. Hun underskrev en kontrakt med Warner Bros., men kom flere gange på kant med studiets instruktører og producenter, da hun nægtede at spille bestemte roller. Blandt sine film titler omfatter Stormfulde højder (1939, for hvilken hun blev nomineret til en Oscar for bedste kvindelige birolle), Shining Victory (1941) Een for alle (1943), Pantelåneren (1965) og Rachel, Rachel - en jomfru på 45 (1968).
Fra 1946 (indtil sin mands død i 1994), hun blev gift med forretningsmanden Stuart Scheftel, der var barnebarn af grundlæggeren af det berømte stormagasin Macy's.
Hun har en stjerne på Hollywood Walk of Fame på 6353 Hollywood Blvd.

## Filmografi
| År   | Titel                             | Rolle                        | Noter                                               |
| ---- | --------------------------------- | ---------------------------- | --------------------------------------------------- |
| 1934 | Blind Justice                     | Peggy Summers                |                                                     |
| 1934 | Open All Night                    | Jill                         |                                                     |
| 1935 | The Lad                           | Joan Fandon                  |                                                     |
| 1935 | Three Witnesses                   | Diana Morton                 |                                                     |
| 1935 | Department Store                  | Jane Grey                    |                                                     |
| 1935 | The Ace of Spades                 | Evelyn Daventry              |                                                     |
| 1935 | Turn of the Tide                  | Ruth Fosdyck                 |                                                     |
| 1935 | Lieutenant Daring R.N.            | Joan Fayre                   |                                                     |
| 1936 | Debt of Honour                    | Peggy Mayhew                 |                                                     |
| 1936 | Cafe Mascot                       | Moira O'Flynn                |                                                     |
| 1936 | The Mill on the Floss             | Maggie Tulliver              |                                                     |
| 1939 | Wuthering Heights                 | Isabella                     | Nominated—Academy Award for Best Supporting Actress |
| 1939 | Dark Victory                      | Ann King                     |                                                     |
| 1939 | A Child Is Born                   | Grace Sutton                 |                                                     |
| 1940 | 'Til We Meet Again                | Bonny Coburn                 |                                                     |
| 1941 | Flight from Destiny               | Betty Farroway               |                                                     |
| 1941 | Shining Victory                   | Dr. Mary Murray              |                                                     |
| 1942 | The Gay Sisters                   | Evelyn Gaylord               |                                                     |
| 1943 | Watch on the Rhine                | Marthe de Brancovis          |                                                     |
| 1944 | Ladies Courageous                 | Virgie Alford                |                                                     |
| 1944 | Wilson                            | Edith Bolling Galt           |                                                     |
| 1945 | The Strange Affair of Uncle Harry | Lettie Quincey               |                                                     |
| 1946 | Three Strangers                   | Crystal Shackleford          |                                                     |
| 1946 | O.S.S.                            | Ellen Rogers / Elaine Duprez |                                                     |
| 1946 | Nobody Lives Forever              | Gladys Halvorsen             |                                                     |
| 1948 | So Evil My Love                   | Susan Courtney               |                                                     |
| 1951 | The Late Edwina Black             | Elizabeth                    |                                                     |
| 1958 | Ten North Frederick               | Edith Chapin                 |                                                     |
| 1961 | The Fiercest Heart                | Tante Maria                  |                                                     |
| 1964 | The Pawnbroker                    | Marilyn Birchfield           |                                                     |
| 1968 | Rachel, Rachel                    | Reverend Wood                |                                                     |
| 1973 | The Last American Hero            | Mrs. Jackson                 |                                                     |
| 1974 | Harry and Tonto                   | Jessie                       |                                                     |
| 1976 | Echoes of a Summer                | Sara                         |                                                     |
| 1976 | Diary of the Dead                 | Maud Kennaway                |                                                     |
| 1977 | The Mango Tree                    | Grandma Carr                 |                                                     |
| 1978 | Bye Bye Monkey                    | Mrs. Toland                  |                                                     |
| 1981 | Arthur                            | Martha Bach                  |                                                     |
| 1981 | Lovespell                         | Bronwyn                      |                                                     |
| 1982 | Blood Link                        | Mrs. Thomason                |                                                     |
| 1983 | Easy Money                        | Mrs. Monahan                 |                                                     |
| 1986 | Poltergeist II: The Other Side    | Gramma-Jess                  |                                                     |
| 1988 | Arthur 2: On the Rocks            | Martha Bach                  |                                                     |